# Nee Islets
Die Nee Islets sind eine Inselgruppe mit neun kleine Felseninseln im Eingang zum Doubtful Sound/Patea in der Region Southland auf der Südinsel von Neuseeland.

## Namensherkunft
Die Inselgruppe sowie die Hauptinsel wurden von dem spanischen Seefahrer und Expeditionsleiter Alessandro Malaspina di Mulazzo nach dem französischen Botaniker Luis Née benannt, der ihn auf seinen Seereisen begleitete.

## Geographie
Die Nee Islets befindet sich an der Nordseite des Eingangs zum Doubtful Sound/Patea und südlich der Südwestspitze von Secretary Island, wenige hundert Meter von der Küste von Secretary Island entfernt. Die Inselgruppe erstreckt sich über eine Länge von rund 1,5 km in Nordnordwest-Südsüdost-Richtung und über eine Breite von 850 m. Die nördlichste der Inseln, Nee Island, ist zugleich die Hauptinsel und mit 335 m × 266 m die mit Abstand größte Insel der Gruppe.
Gut einen Kilometer südöstlich befindet sich die Inselgruppe der Shelter Islands und dahinter liegend Bauza Island.

## Geschichte
Am 25. Februar 1793 erreichte der Spanier Alessandro Malaspina di Mulazzo auf seiner wissenschaftlichen Expedition den Doubtful Sound/Patea und ließ diesen von seinem Kartographen Felipe Bauzá y Cañas kartographieren. Zahlreiche spanische Namen zeugen von diesen Tagen, wie zum Beispiel, Malaspina Reach, Pendulo Reach, Espinosa Point oder Marcaciones Point.

## Flora und Fauna
Auf den Inseln leben Neuseeländische Seebären.